# Winter Garden Theatre

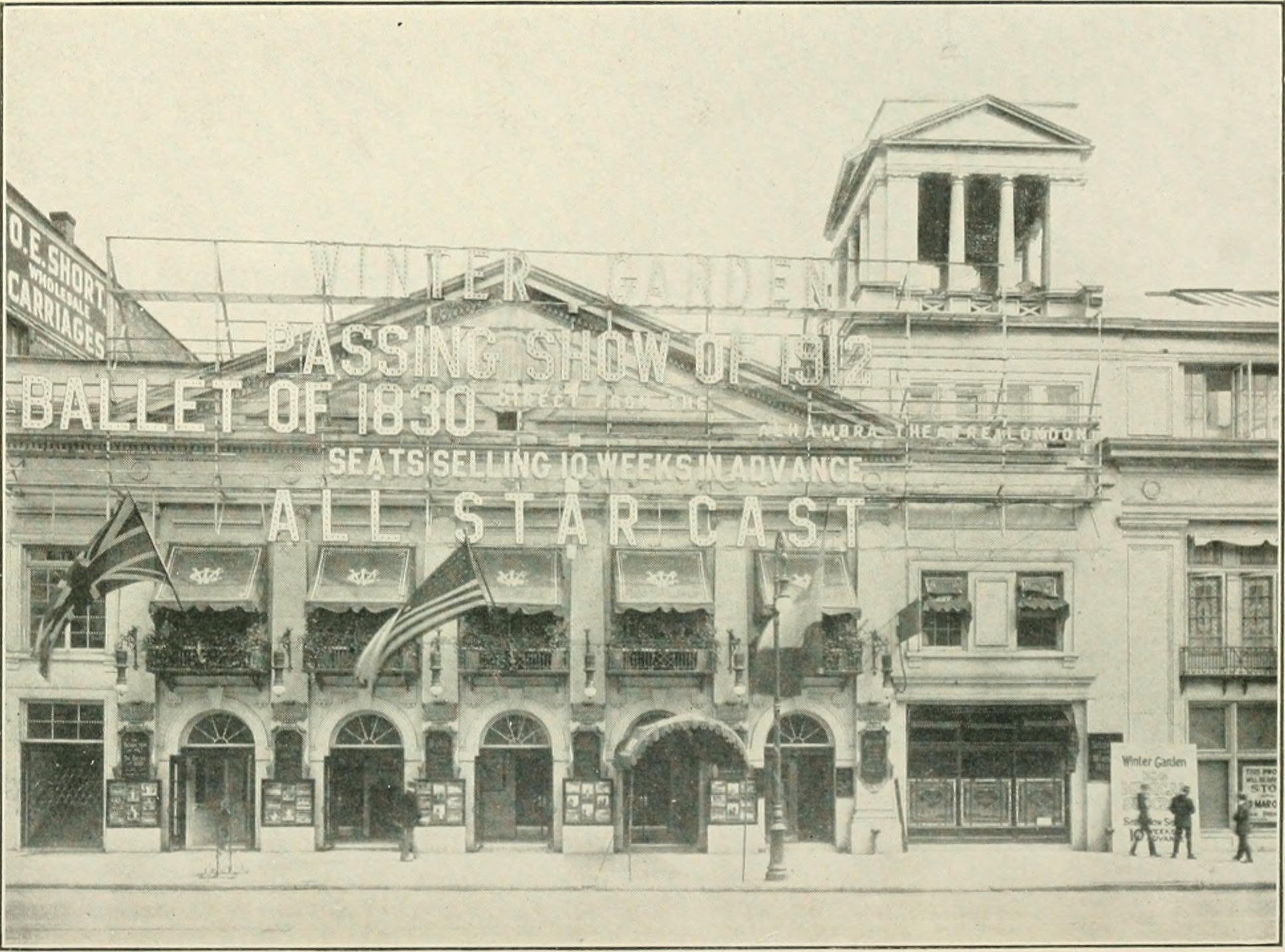
The Winter Garden Theatre, 1913

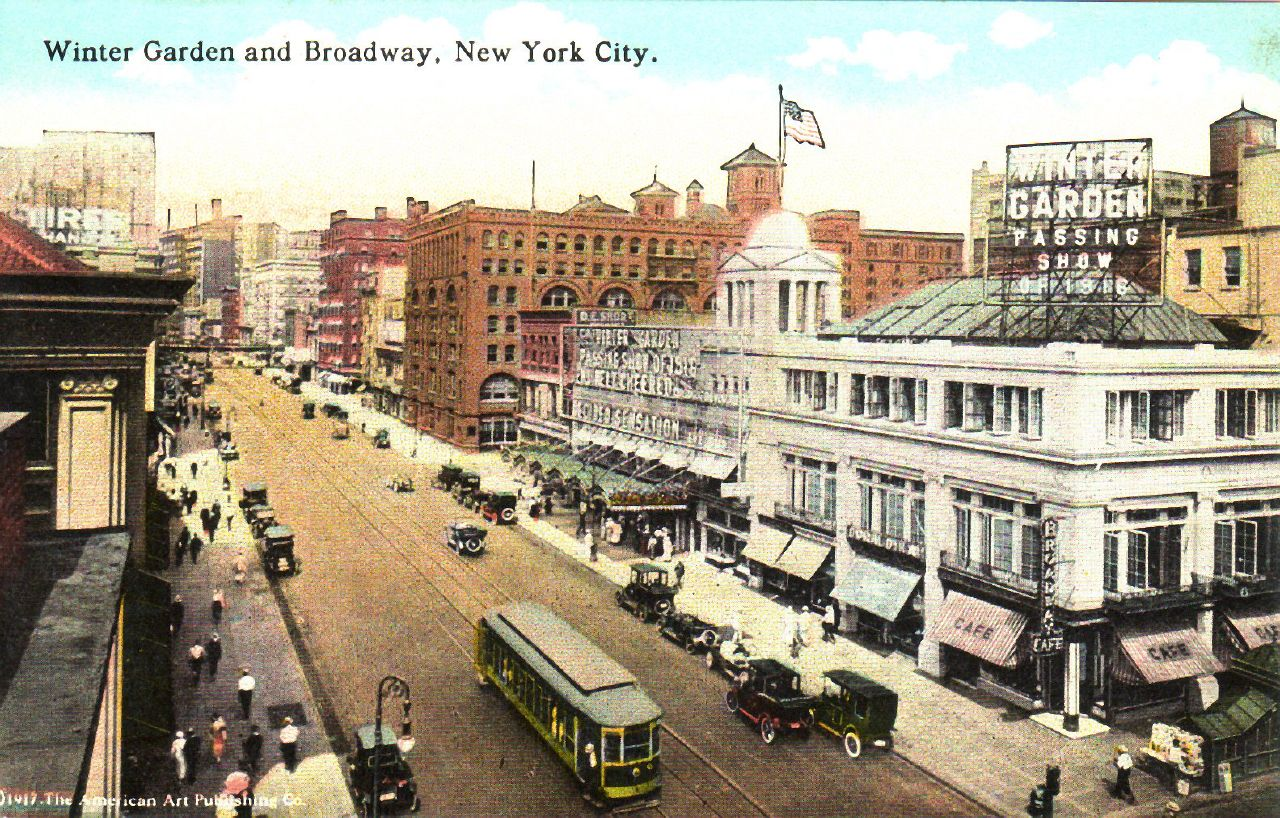
Winter Garden Theatre, 1916

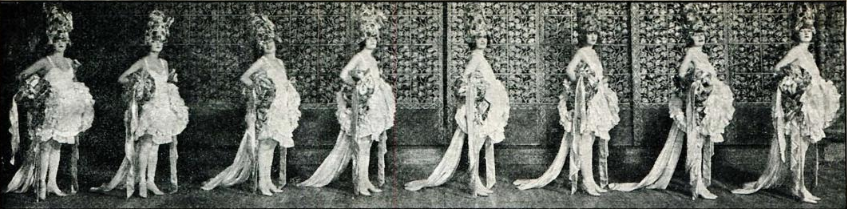
Greenwich Village Follies (1923)

Winter Garden Theatre este un teatru de pe Broadway, situat la 1634 Broadway, între străzile 50 și 51, în zona centrală a Manhattanului.

## Istoric
Clădirea a fost construită de William Kissam Vanderbilt în 1896 pentru a fi folosită ca sediu al American Horse Exchange.
În 1911 familia Shubert a închiriat clădirea, iar arhitectul William Albert Swasey a reproiectat clădirea ca un teatru. Cel de-al patrulea teatru din New York care a purtat numele Winter Garden a fost deschis publicului pe 10 martie 1911, cu musicalul La Belle Paree al lui Jerome Kern. Spectacolul l-a avut ca protagonist pe Al Jolson și a contribuit la lansarea lui în cariera de cântăreț și actor. Începând de atunci Jolson a jucat de mai multe ori pe scena Winter Garden.
Clădirea Winter Garden a fost complet remodelată în 1922 de către Herbert J. Krapp. Scena principală este mai largă decât a majorității teatrelor de pe Broadway, iar avanscena este relativ joasă. Clădirea este situată într-un mod mai neobișnuit pe lotul său de teren, cu fațada principală și intrarea principală pe Broadway, conectată la sala de spectacole cu 1.526 de locuri de pe Seventh Avenue printr-un hol lung și peretele din spate al scenei care se află la strada 50. Când Al Jolson juca acolo, Wiinter Garden avea o pistă care pătrundea în mijlocul sălii și Jolson aluneca pe genunchi în timp ce cânta, iar publicul, care nu era obișnuit cu un spectacol atât de dinamic și cu o interpretare atât de apropiată fizic, intra în delir.
Cel mai jucat spectacol pe scena acestui teatru a fost Cats, care a avut premiera pe 7 octombrie 1982 și a avut parte de 7.485 de reprezentații pe parcursul a aproape optsprezece ani. Sala de spectacole a fost remodelată pentru a fi mai adaptată decorurilor spectacolului și, după încheierea spectacolului, arhitecta Francesca Russo a supravegheat restaurarea sa, refăcându-i aspectul său din anii 1920.
În perioada sa de început, teatrul a găzduit frecvent o serie de spectacole de revistă prezentate sub titlurile umbrelă The Passing Show, Artists and Models și The Greenwich Village Follies. După moartea lui Florenz Ziegfeld în 1932, membrii familiei Shubert au dobândit drepturile asupra numelui și formatului renumitelor spectacole Ziegfeld Follies și au prezentat edițiile din 1934 și 1936 ale Follies cu artiști precum Fanny Brice, Bob Hope, Josephine Baker, Gypsy Rose Lee, Eva Arden, The Nicholas Brothers și Buddy Ebsen. Teatrul a servit pe post de cinematograf al companiei Warner Bros. în perioada 1928-1933 și al companiei United United în 1945, dar în afara acestor întreruperi a funcționat ca un teatru legitim încă de la inaugurare. Datorită dimensiunilor sălii de spectacole, ale scenei și ale culiselor, Winter Garden este un teatru potrivit pentru reprezentarea musicalurilor fastuoase.
În 1974 Liza Minnelli a apărut pe scena Winter Garden într-un concert care i-a adus un premiu Tony în acel an, onorându-i interpretarea ei remarcabilă. Un album live al concertului a fost lansat tot atunci și a fost remasterizat și reeditat în 2012.
În 2002, în baza unui acord încheiat între Shubert Organization, proprietara teatrului, și General Motors, clădirea a fost redenumită Cadillac Winter Garden Theatre. La începutul anului 2007 sponsorizarea realizată de corporația auto a încetat, iar sala a revenit la numele ei original.

## Producții notabile
- 1911: Vera Violetta
- 1916: Robinson Crusoe, Jr.
- 1918: Sinbad
- 1934: Life Begins at 8:40
- 1935: At Home Abroad
- 1936: Ziegfeld Follies of 1936
- 1937: Hooray for What!
- 1938: Hellzapoppin
- 1943: Ziegfeld Follies of 1943
- 1944: Mexican Hayride
- 1945: Marinka
- 1948: As the Girls Go
- 1950: Alive and Kicking
- 1951: Top Banana, Make a Wish
- 1952: My Darlin' Aida
- 1953: Wonderful Town
- 1954: Peter Pan
- 1955: Plain and Fancy, The Vamp
- 1956: Bus Stop, Shangri-La
- 1957: Poveste din cartierul de vest, Ziegfeld Follies of 1957
- 1959: Saratoga, Juno
- 1960: Once Upon a Mattress, The Unsinkable Molly Brown
- 1962: Carnival!, All American
- 1963: Tovarich, The Lady of the Camellias
- 1964: Funny Girl
- 1966: Mame
- 1969: Jimmy!
- 1970: Georgy, Purlie
- 1971: Follies
- 1972: Much Ado About Nothing
- 1974: Gypsy, Ulysses in Nighttown
- 1975: Doctor Jazz
- 1976: Pacific Overtures, Fiddler on the Roof
- 1977: Beatlemania
- 1979: Zoot Suit, Gilda Live
- 1980: 42nd Street
- 1981: The Catherine Wheel, Camelot
- 1982: Othello
- 1982: Cats
- 2001: Mamma Mia!
- 2014: Rocky the Musical
- 2015: Wolf Hall: Parts 1 &amp; 2, School of Rock
- 2019: Beetlejuice

## Legături externe
- "Designation List 199" Arhivat în 3 martie 2016, la Wayback Machine. New York City Landmarks Preservation Commission (1988)